# 괄사

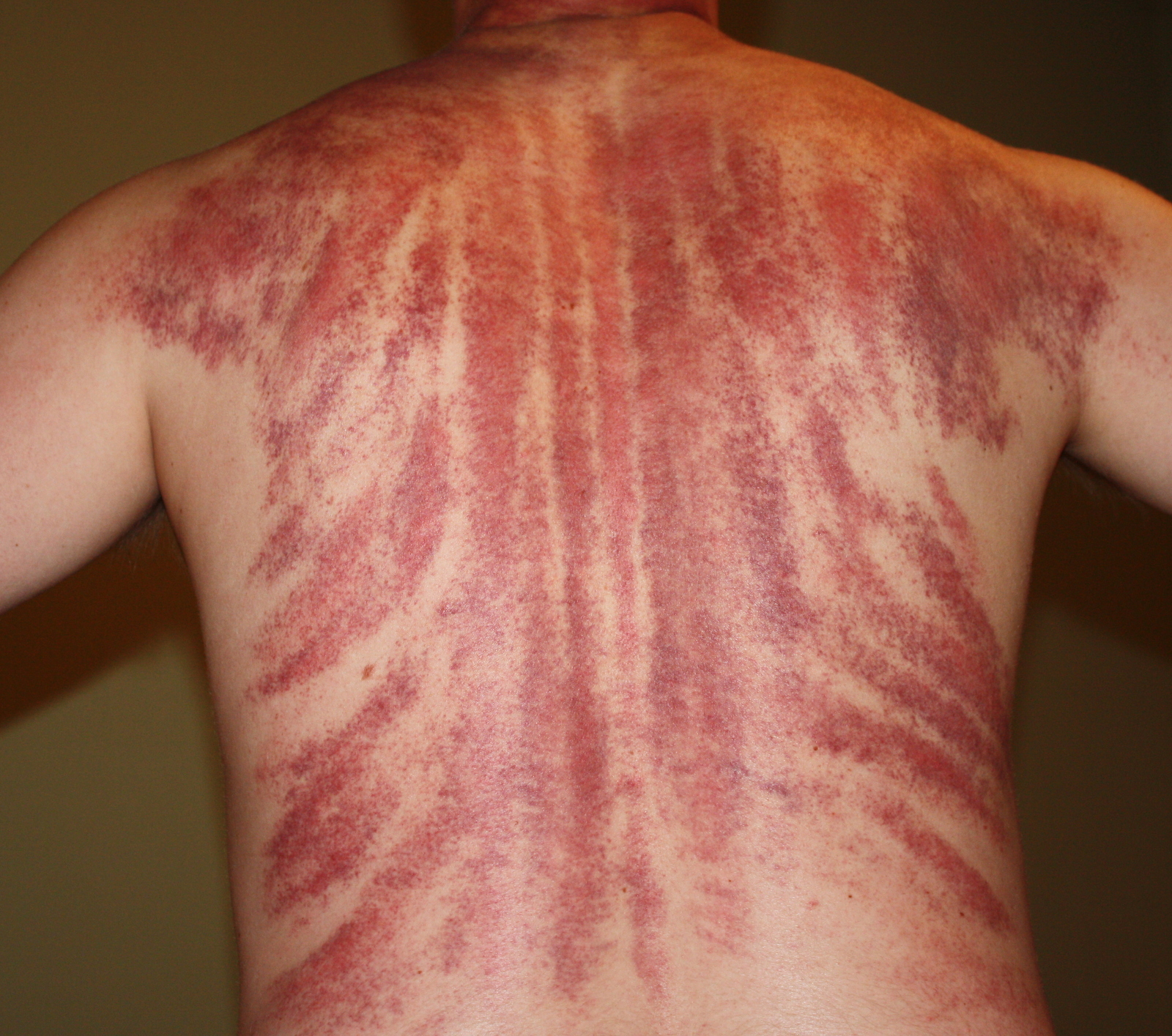
괄사요법을 받은 사람의 등

괄사(刮痧)는 중의학 요법의 일종으로, 피부를 찰과상이 날 지경으로 문지르는 것이다. 괄사 요법사들은 괄사가 혈맥을 트이게 하여 인체 순환을 회복한다고 주장한다.
중국 뿐 아니라 베트남, 인도네시아로도 전해져 민간요법으로 시행되고 있다.

## 같이 보기
- 부항